# Důl Hlubina (Ostrava)
Důl Hlubina v Ostravě byl černouhelný hlubinný důl založený v roce 1852 Salomonem Mayerem Rothschildem (1774–1855) v těsné blízkosti vysokých pecí Vítkovických železáren. Po ukončení provozu byl areál s objekty a technickým zařízením Dolu Hlubina s koksovnou a vysokými pecemi Vítkovických železáren prohlášeny v roce 2002 národní kulturní památkou ČR pro svou mimořádnou památkovou hodnotu.

## Historie
Důl Hlubina (Tiefbauschacht) byl založen na hranici Moravské Ostravy a Vítkovic. V roce 1871 byl pronajat na 25 let Vítkovickým kamenouhelným dolům (VKD). V roce 1895 byl začleněn jako součást VKD do správy Vítkovického horního a hutního těžířstva (VHHT). V roce 1931 byl k dolu Hlubina připojen důl Šalomoun (včetně zbytků jámy Karolína). Po roce 1939 bylo VHHT podřízeno správě koncernu Reichswerke AG für Erzbergbau und Eisenhütten "Hermann Göring", formálně v prosinci 1942 se stalo součástí státního koncernu Hermann Göring Werke. Po ukončení druhé světové války byla na důl uvalena národní správa a poté byl důl znárodněn. Od 1. ledna 1946 byl začleněn do národního podniku Ostravsko-karvinské doly, Ostrava, jako důlní závod. Od 1. července 1946 byl přejmenován na Důl Bohumil Laušman. V únoru 1948 byl název opět změněn na původní Důl Hlubina. Od 1. ledna 1958 byl organizačně spojen s Dolem Generál Jeremenko v jeden závod pod společným názvem Důl Hlubina. Důl Hlubina byl závodem č. 1, Důl Generál Jeremenko závodem č. 2. Od 1. července 1987 byl Důl Hlubina organizačně včleněn do koncernového podniku Důl Ostrava jako závod Hlubina.

### Současný stav
[potřebuje aktualizovat]
V rámci útlumového programu těžby uhlí v Ostravsko-karvinském revíru (OKR) byl 30. června 1991 vyvezen poslední vozík s uhlím a činnost dolu definitivně ukončena 30. června 1992. Jedinečný areál s významnou technickým zařízením a objekty, typické panoráma Ostravy a unikátní návaznost výrobního (technologického) toku od těžby uhlí, koksování až po jeho využití ve vysoké peci, dalo základ k navržení této lokality k zařazení mezi technické památky. Dne 22. října 1993 byla těžní věž a centrální povrchové objekty prohlášeny kulturní památkou a v roce 2002 prohlášeny národní kulturní památkou ČR. V současné době oblast Dolních Vítkovic prochází konverzí. Na jámě Hlubina zůstaly zachovány: elektrický těžní stroj Škoda (1940), jámová budova s těžními povaly a povaly pro mužstvo, elektrický turbokompresor Breitfeld-Daněk (1922) a kotelna s kotly Gabre (1914–1917). Je rekonstruována strojovna a po opravě budou přístupné jámová budova, strojovna, kotelna, a bývalá vila správy dolu.

## Výstavba dolu

### Jámy a stavby
Na základě znalostí při těžbě uhelných slojí na jámách Antonín, Šalomoun a Karolína bylo prokázáno, že vývoj slojí pokračuje z Moravské Ostravy dále k jihu směrem k Vítkovicím. V roce 1851 byly provedeny zahloubením dva pokusné vrty v blízkosti Vítkovických železáren s kladným výsledkem. V roce 1852 v tzv. Františkově údolí, které se nacházelo na jižním okraji Moravské Ostravy a v těsné blízkosti Vítkovických železáren v obci Vítkovice. Poprvé v historii OKR byly hloubeny dvě jámy vtažná a výdušná ve vzdálenosti 24 m vedle sebe. Těžní jáma č. 1 byla hloubena v letech 1852–1857 do hloubky 244 m, měla soudkovitý tvar o rozměrech 3920 × 5520 mm. V roce 1892 byl jámový stvol rekonstruován. V roce 1924 je jáma přebudována na jámu výdušnou. V letech 1957–1961 byla jáma prohloubena na konečnou hloubku 796,6 m. V období 1995–1996 byla jáma likvidována zasypáním.
V letech 1854–1856 byla hloubena větrná jáma Hlubina 1 (stará) do hloubky 155 m. Byla vyzděny, průřez s výsečový o rozměru 3700 × 3700 mm byl do úrovně 3 patra, pak měl průřez kruhový o poloměru 3520 mm.[ujasnit] V období 1901–1902 byla jáma prohloubena do hloubky 219,4 m. V roce 1924 byla jáma zrušena. Jámová budova byla zčásti demolována a část upravena na kompresorovnu.
Dne 17. května 1921 bylo zahájeno hloubení nové těžní jámy Hlubina 2. Jáma měla průřez kruhový o průměru 6100 mm. Její hloubení bylo ukončeno 30. září 1924 v hloubce 463,12 m. V období let 1931–1932 byla prohloubena do hloubky 586,43 m. V období let 1941–1942 byla jáma prohloubena k 10. patru (780 m). V letech 1957–1961 byla jáma prohloubena na konečnou hloubku 1022,6 m. V období 1995–1996 byla jáma likvidována zasypáním.
V roce 1854 byla unikátním řešením společná jámová budova pro větrní a těžní jámu se strojovnou, těžním strojem a ventilátorem.
V roce 1899 byla postavena podle projektu ostravského architekta Felixe Neumanna (1860–1942) budova koupelny a cechovny, která později byla nazývána "staré koupelny". V rámci modernizace dolu v roce 1925 byly koupelny rozšířeny. Architekt Otokar Bém (1868–1949), který se podílel na přestavbě, plně respektoval původní záměr svého předchůdce. Zopakoval původní kompozici v soudobém pojetí architektonického detailu a přístavbu spojil krčkem se starým objektem. Výstavbou nové těžní věže, jámové budovy, oběh vozů a strojovny s novým výkonným těžním strojem bylo realizováno pokrokové technické zařízení, které bylo publikováno v soudobé odborné literatuře. V letech 1957–1961 byl postaven architektonicky významný komplex. Tvořil ho budova nové vrátnice, požární bazén s vodotryskem na nádvoří a budovy tzv. nových koupelen se vstupní dvoranou půleliptického tvaru v duchu dobově módního "bruselského stylu", které jsou situovány východně od Místecké ulice, dále přestavba větrné jámy, ventilátorů a výstavba nové kotelny v centrální části areálu.

### Strojní a technické zařízení

#### Strojovna
1854 obě jámy měly společnou jámovou budovu a strojovnu. Původní parní stroj z roku 1851, který byl určen k hloubení jámy, byl v roce 1873 nahrazen novým dvouválcovým stojatým parním těžním strojem s Kraftovým ventilovým rozvodem o výkonu 250 HP, bobinou a jednoetážovou klecí pro dva vozíky. V roce 1884 byla těžní věž stále dřevěná o výšce 13,0 m a s lanovnicemi o průměru 2,8 m. V roce 1891 byl pohon nahrazen dvouválcovým ležatým parním strojem o výkonu 500 HP. Oba parní stroje byly vyrobeny ve Vítkovických železárnách. Nad jámou byla v roce 1892 postavena vzpěrová ocelová těžní věž 18 m vysoká. V roce 1928 byly uváděny parametry parního stroje z roku 1891 vyrobeného ve Vítkovických železárnách takto: průměr pístů 700 mm, zdvih 1600 mm, těžní bubny měly průměr 5000 mm a šířku 900 mm, tlak páry 12 atm. Lano o průměru 35 mm, dvouetážová klec pro dva vozíky vedle sebe na etáž nebo pro 12 osob na etáž. Rychlost těžby 12 m/s, jízda s mužstvem 5 m/s, lanovnice měla průměr 4000 mm.
Na jámě č. 2 byla v roce 1924 vztyčeny nová příhradníková ocelová těžní věž vysoká 49,8 m. Parní dvouválcový těžní stroj s ventilovým rozvodem Gutehoffnungshütte z roku 1924 byl vyrobený Vítkovickými železárnami a měl výkon 3000 HP. Písty o průměru 1200 mm a délce zdvihu 1800 mm, těžní bubny měly průměr 6500 mm, šířku 1650 mm, lano mělo průměr 56 mm. Těžní klec byla čtyřpatrová pro dva vozíky vedle sebe nebo 14 osob na etáž. Rychlost těžby 20 m/s, jízda s mužstvem 10 m/s, lanovnice měly průměr 5500 mm. V roce 1940 byl nasazen pokročilejší elektrický těžní stroj Škodových závodů. Parní těžní stroj Gutehoffnungshütte byl v roce 1971 sešrotován. V tomtéž roce byl instalován nový elektrický těžní stroj typu KOEPE 6008 vyrobený v podniku Škoda Plzeň o výkonu 2500 kW, průměr lana 69 mm. Vedlejší těžní stroj byl dvojbubnový s elektrickým pohonem typu ETS-B, stejnosměrný motor měl výkon 1500 kW.

#### Kompresory
V roce 1928 byl v kompresorovně turbokompresor soustavy Rateau z roku 1914 o sacím výkonu 12 000 m3/hod., parní turbína o výkonu 1470 HP poháněla dva 22stupňové turbokompresory. Celé soustrojí bylo vyrobeno ve Škodových závodech, Plzeň. Druhé soustrojí bylo instalováno v roce 1920, mělo sací výkon 20 000 m3/hod., parní turbína o výkonu 2900 HP poháněla dva 18stupňové turbokompresory. Soustrojí bylo vyrobeno ve Škodových závodech, Plzeň. K pohonu se používala odpadní pára těžního stroje. Starý kompresor soustavy Rateau-Škoda z roku 1907 se sacím výkonem 4000 m3/hod. byl vyřazen z provozu. Stlačený vzduch byl určen jak pro důl, tak i pro Vítkovické železárny.

#### Kotelna
Kotelna měla plochu 562 m2, kde byly umístěny 4 kotle typu Gabre s 1600 m2 otopné plochy. Komín byl vysoký 70 m s horním průměrem 2000 mm. Spalován byl uhelný prach a kaly.

#### Větrání dolu
1867 na větrné jámě č.1 (stará) byl instalován větrník soustavy Guiball o průměru ventilátoru 3 000 mm a výkonu 2 000 m3/min V roce 1892 byl instalován ventilátor soustavy Capell.
V roce 1928 byl na větrné jámě větrník o výkonu 75/90 m3/s soustavy Capell z roku 1892 vyroben v Dinnendahl, Stehle a. Ruhr s parním pohonem AEG Berlín. Záložní z roku 1907 vyroben ve Vítkovických železárnách a pohonem od firmy První brněnská strojírna, Brno, o výkonu od 60 do 75 m3/s.

#### Čerpání důlní vody
Důlní vody byly čerpány elektrickými odstředivými čerpadly vyrobené ve strojírně Andritz ze 4. a 5. patra na povrch, z 7. patra na 5. patro. Na 4. patře (226 m) bylo čerpadlo z roku 1912 o kapacitě 2 m3/min., výkonu motoru 230 HP. Na 5. patře (306 m) byla dvě čerpadla s kapacitou 2 m3/ min. každé a výkonem motoru 250 HP. V provozu bylo čerpadlo z roku 1909, druhé z roku 1918 bylo v rezervě. Na 7. patře (444 m) bylo čerpadlo z roku 1926 o kapacitě 1 m3/min, výkon motoru 75 HP.

### Těžba uhlí
1857 bylo vytěženo první uhlí, které pocházelo z otvírek. Pravidelná těžba začala v roce 1863, kdy byly Anselmu Salomonovi Rothschildovi (1803–1911) uděleny první důlní míry. Byly dobývány jaklovecké a hrušovské sloje ostravského souvrství metodou piliřováním nebo směrným stěnováním o mocnosti 50 až 360 cm, v úklonu 5 ° až 15 °.
V roce 1895 bylo dosaženo rekordní těžby jedním těžním strojem v Rakousko-Uhersku, bylo vytěženo 382 103,3 tun černého uhlí.
Těžby na nové jámě Hlubina 2 byla zahájená 4. září 1924. Během válečných let 1942 až 1944 bylo dosaženo roční těžby přes 800 000 tun kamenného uhlí. V roce 1968 byla ukončena těžba na pobočném dole Šalomoun, z dolu Hlubina byly dotěženy zbytky jeho otevřených zásob. Taktéž od roku 1979 byla odtěžena spodní část důlního pole Alexander. Postupem do větších hloubek se zhoršovaly důlní geologické podmínky. Na počátku 50. let 20. století se dobývalo uhlí jakloveckých vrstev hloubce 300–400 m. Koncem 80. let 20. století bylo uhlí dobýváno z hloubky přes 1000 m. Těžba byla ukončena 30. června 1992. Za dobu své existence vytěžil 47,160 milionu tun černého uhlí.
| Tabulka těžby uhlí ve vybraných létech na Dole Hlubina | Tabulka těžby uhlí ve vybraných létech na Dole Hlubina | Tabulka těžby uhlí ve vybraných létech na Dole Hlubina | Tabulka těžby uhlí ve vybraných létech na Dole Hlubina | Tabulka těžby uhlí ve vybraných létech na Dole Hlubina | Tabulka těžby uhlí ve vybraných létech na Dole Hlubina | Tabulka těžby uhlí ve vybraných létech na Dole Hlubina | Tabulka těžby uhlí ve vybraných létech na Dole Hlubina |
| ------------------------------------------------------ | ------------------------------------------------------ | ------------------------------------------------------ | ------------------------------------------------------ | ------------------------------------------------------ | ------------------------------------------------------ | ------------------------------------------------------ | ------------------------------------------------------ |
| Rok                                                    | 1872                                                   | 1882                                                   | 1887                                                   | 1895                                                   | 1927                                                   | 1943                                                   |                                                        |
| Těžba [t]                                              | 134 993                                                | 312 184                                                | 342 720                                                | 382 103                                                | 347 600                                                | 800 000                                                |                                                        |

#### Třídírna
1868 první velké třídírny Hlubina a Terezie soustavy Mayerovy. V roce 1928 bylo v provozu provizorní prádlo pro kostkové a ořechové uhlí. Třídírna byla spojena lanovou dráhou s prádlem koksovny Vítkovických železáren a měla zařízení pro odstraňování železných součástek.
Záplavka – Na dole Hlubina byly prováděny první pokusy se záplavkou v OKR. Jako plnicí materiál, který se zkoušel, byla granulovaná struska z vysoké pece. Důvodem byla snaha snížit náklady a potíže s odsunem strusky od vysokých pecí, snížit velikost ochranných pilířů vytěžením uhlí na těchto plochách bez rušivého vlivu na povrch. Pravidelná záplavka byla zahájená v roce 1903, po dvou letech místo strusky byly plaveny výpěrky z uhelného prádla. Výhodou záplavky, obdobně jako u základky je, že nemusel být zřízen odval, veškerý vytříděný kámen se vracel do podzemí. V období 1928–1929 bylo postaveno nové zaplavovací zařízení u jámy č. 2 s výkonem 40 m3/hod.

#### Doprava
Železniční spojení zabezpečovala vlečka napojená na úsek dráhy Moravská Ostrava–Vítkovice Frýdlantské a montánní dráhy a také na závodní vlečku Vítkovických železáren. U dolu Hlubina byla zastávka místní pouliční dráhy, dnes tramvajová zastávka Hlubina.
Důlní koňská doprava byla nahrazena v roce 1901 benzolovou lokomotivou – první lokomotiva v OKR, lokomotiva typu Deutz. V roce 1928 bylo v provozu 10 benzínových důlních lokomotiv.

### Havárie
| Datum       | 29.7.1867                                                             | 14.4.1889                                                             | 28.11.1898                                                            | 21.5.1960                                                             | 4.1.1961                                                              | 6.7.1969                                                              |
| SÚ/JÚ/Σ     | 61/23/84                                                              | 9/0/9                                                                 | 2/0/2                                                                 | 54/3/57                                                               | 3/0/3                                                                 | 0/0/0                                                                 |
| Typ havárie | exploze                                                               | exploze po trhacích pracích                                           | EX MET inic. rozbušky v důlním skladu                                 | EX MET zkrat el. instalace                                            | EX MET sdružená lampa                                                 | EX MET blesk na povrchu                                               |
| Poznámka    | SÚ= smrtelný úraz, JÚ= jiný úraz, Σ = celkem, EX MET = exploze metanu | SÚ= smrtelný úraz, JÚ= jiný úraz, Σ = celkem, EX MET = exploze metanu | SÚ= smrtelný úraz, JÚ= jiný úraz, Σ = celkem, EX MET = exploze metanu | SÚ= smrtelný úraz, JÚ= jiný úraz, Σ = celkem, EX MET = exploze metanu | SÚ= smrtelný úraz, JÚ= jiný úraz, Σ = celkem, EX MET = exploze metanu | SÚ= smrtelný úraz, JÚ= jiný úraz, Σ = celkem, EX MET = exploze metanu |
| Zdroj       | [ 7 ]                                                                 | [ 7 ]                                                                 | [ 7 ]                                                                 | [ 7 ]                                                                 | [ 7 ]                                                                 | [ 7 ]                                                                 |

## Údaje o dole Hlubina
| Název           | Druh jámy            | Založení | Hloubka / průměr jámy [m] | Likvidace jámy | Těžba     | Vytěženo [t]                                                             | Dobývací pole [ha] | Počet pater | Poznámka            | Zdroj         |
| --------------- | -------------------- | -------- | ------------------------- | -------------- | --------- | ------------------------------------------------------------------------ | ------------------ | ----------- | ------------------- | ------------- |
| Hlubina 1       | těžní, větrní, vodní | 1852     | 796,6                     | 1996           | 1863–1924 | v 19. stol. 134–382 tis. v 20. stol. 228–778 tisíc celkem cca 56 milionu | 382                | 13          |                     | [ 40 ] [ 41 ] |
| Hlubina 1 stará | větrní               | 1854     | 223,6                     | 1950           | –         | v 19. stol. 134–382 tis. v 20. stol. 228–778 tisíc celkem cca 56 milionu | 382                | 13          |                     | [ 40 ] [ 41 ] |
| Hlubina 2       | těžní, vtažná        | 1923     | 1022 / 6,1                | 1996           | 1924–1991 | v 19. stol. 134–382 tis. v 20. stol. 228–778 tisíc celkem cca 56 milionu | 382                | 13          | hloubka dolu 1200 m | [ 40 ] [ 41 ] |

## Ubytování
Pro havíře Dolu Hlubina byla postavena Hlubinská kolonie (Kolonie Hlubinská, Kolonie Hlubina, Osada jámy Hlubina, německy Tiefbauschacht Colonie, Tiefbau Colonie). Byla východně od jámy Hlubina. Výstavba probíhala ve dvou etapách: v období 1868–1873 bylo postaveno 47 domů, v období 1909–1910 bylo postaveno šest dvoupodlažních osmibytových domů. V roce 1890 byla postavena první kasárna pro 51 dělníků. V roce 1892 byla postavena provizorní dělnická kasárna později adaptována pro obytné účely (1906) a od roku 1920 jako prodejna. Za 2. světové války byla poškozena a v roce 1946 demolována. V letech 1900–1901 byla postavena dělnická tzv. Stará kasárna, dále závodní jídelna a tzv. Nová kasárna. Další dosud stojící noclehárna byla postavena v letech 1907–1908 stavební firmou H. Ulrich & A. Schön pro 160 havířů. V roce 1910 měla Hlubinská kolonie 56 domů, dvě noclehárny a jídelnu. V roce 1974 bylo zde 41 domů s noclehárnou a jídelnou. V roce 2012 bylo osm domů, bývalá noclehárna a budova jídelny.

## Zajímavosti
- 1852 zahájení hloubení dvou jam blízko sebe – technická novinka, která byla označována jako dvojitá jáma.
- 1853 poprvé místo výdřevy použita technologie vyzdívání.
- 1854 poprvé vyhloubená samostatná větrní jáma.
- 1859 zavedení bezpečných benzínových lamp jako první v OKR společně s dolem Jindřich Kamenouhelných dolů Severní dráhy Ferdinandovy.
- 1867 uveden do provozu ventilátor systému Guibal jako první v OKR.
- 1868 vybudována první větší třídírna (společně s třídírnou na dole Trojice ve Slezské Ostravě).
- 1872 první velká stávka v OKR (16. března), při níž by zastřeleni 2 dělníci, 2 těžce ranění.[38]
- 1874 zavedeny velké důlní vozy pro 8 q uhlí.[38]
- 1901 zahájila provoz první benzolová důlní lokomotiva v OKR.
- 1903 první použití záplavky na dolech OKR.
- 1924 uveden do provozu největší parní stroj v OKR o výkonu 3000 HP.
- 1954 při likvidaci požáru byl k inertizaci použit dusík, který byl z Vítkovických železáren napouštěn potrubím do uzavřeného požářiště.[44]